# Новак, Славомир Рышардович
Славомир Рышардович Новак (пол. Sławomir Ryszard Nowak, укр. Славомір Ришардович Новак; род. 11 декабря 1974, Гданьск) — польский и украинский государственный деятель, бывший министр транспорта и водного хозяйства Польши (2011—2013), и. о. председателя Государственного агентства автомобильных дорог Украины (Укравтодор). Также сотрудничал с Европейским банком реконструкции и развития в качестве консультанта.

## Деятельность в Польше
Был послом польского Сейма[когда?].
Отвечал за транспортные планы и инвестиции при подготовке Польши к Евро-2012.
Одним из своих наибольших успехов считает фундаментальную реформу польских железных дорог.
- 1998—2000 — советник Министерства обороны.
- 2001—2014 — политик Гражданской Платформы;
- 2002—2004 — преподаватель ВУЗа (Гданьская Высшая Гуманитарная Школа);
- 2002—2004 — вице-президент Правления (Польское Радио Гданьск С. А.);
- 2004—2015 — член Парламента (Сейм);
- 2007—2009 — министр, руководитель политического кабинета премьер-министра РП (Канцелярия премьер-министра);
- 2009—2010 — заместитель руководителя парламентской фракции PO (Гражданская Платформа);
- 2010—2011 — министр в Канцелярии Президента РП;
- 2011—2013 — министр транспорта, строительства и водного транспорта, член Совета Министров (ответственный за транспортную политику, модернизацию и строительство дорог и автострад, железной дороги и воздушной инфраструктуры. Управление инвестиционными программами, которые проводились совместно с европейскими фондами (примерно 20 млрд PLN/5 млрд € в год). Международное сотрудничество, участие в европейских Советах для ТТЕ. Управление и надзор за железной дорогой PKP С. А., Польская Компания Аэропортов, Восстановление национальных дорог и автострад и работа со многими другими центральными государственными агентствами). Пост министра транспорта покинул из-за недостоверного декларирования имущества; позже была обнародована запись разговора, во время которого Новак обсуждал с замминистра финансов схему сокрытия своих доходов[2].

## Деятельность на Украине
С 19 октября 2016 года — исполняющий обязанности председателя «Укравтодора». В октябре 2016 года получил гражданство Украины.
В марте 2017 года инициировал проект GO Highway — проект транснационального транспортного коридора, в рамках которого планируется соединить украинские черноморские порты Николаев и Одесса с польским Гданьском на Балтийском море.
21 марта 2018 года на заседании Кабинета министров Украины представил концепцию Государственной целевой экономической программы развития автомобильных дорог общего пользования 2018—2022; основная задача, которая поставлена перед службами автомобильных дорог — продолжить ремонт дорог на основе маршрутного принципа, который начат в 2017 году.
19 апреля 2018 выступил против отказа от желтого сигнала светофора которую предложил заместитель министра министерства инфраструктуры Юрий Лавренюк.
С 1 января 2018 года под его руководством были разработаны две фундаментальные реформы дорожной отрасли — Дорожный фонд и децентрализация дорожного хозяйства.
Уволен 1 октября 2019 года.
Летом 2020 года сотрудники Центрального антикоррупционного бюро в Гданьске задержали его и предъявили обвинения по нескольким уголовным статьям: Новака уличают в вымогательстве, продаже контрактов частным субъектам на Украине, «отмывании» полученных во время этих преступлений средств. По словам пресс-секретаря польских спецслужб: «дело касается организованной преступной группировки, на след которой вышли польское Центральное антикоррупционное бюро и Национальное антикоррупционное бюро Украины».
В апреле 2021 года Новак отпущен из-под стражи под залог в 1 млн злотых ($ 263 000), надзор полиции и запрет на выезд из страны; окружная прокуратура Варшавы обжалует решение суда.